# Dornaza alfa
Dornaza alfa je biosintetička forma ljudske deoksiribunukleaze I. Proizvodi se u genetički modifikovanim ćelijama jajnika kinskog hrčka (engl. Chinese hamster ovary - CHO). Aminokiselinska sekvanca sadrži 260 monomernih kiselina i identična je sa endogenim ljudskim enzimom. Dornaza alfa preseca ekstracelularnu DNK na 5´-fosfodinukleotidne i 5´-fosfooligonukleotidne krajnje produkte, a ne deluje na intraćelijsku DNK. Kod osoba obolelih od cistične fibroze, ekstracelularna DNK, koja je veoma viskozan anjon, se oslobađa iz degenerisanih leukocita koji se akumuliraju tokom inflamatornog responsa na infekcije. Enzimatsko razlaganje te ekstracelularne DNK umanjuje viskoznost ispljuvka.

## Literatura
- Hardman JG, Limbird LE, Gilman AG (2001). Goodman & Gilman's The Pharmacological Basis of Therapeutics (10. изд.). New York: McGraw-Hill. ISBN 0071354697. doi:10.1036/0071422803.
- Thomas L. Lemke; David A. Williams, ур. (2007). Foye's Principles of Medicinal Chemistry (6. изд.). Baltimore: Lippincott Willams & Wilkins. ISBN 0781768799.

## Spoljašnje veze
|  | Molimo Vas, obratite pažnju na važno upozorenje u vezi sa temama iz oblasti medicine (zdravlja). |